# Guerra colonial portuguesa
La guerra colonial portuguesa o guerra de Ultramar es el conjunto de conflictos armados entre las Fuerzas Armadas Portuguesas y las milicias independentistas de los antiguos territorios de ultramar portugueses de Angola, Guinea-Bisáu y Mozambique entre los años 1961 y 1974. En cada uno de esos territorios al conflicto suele llamársele guerra de independencia. A veces suele incluirse la Anexión de Goa de 1961, aunque en este caso fue una guerra entre Portugal y un estado ya independiente, la India.
La expresión "guerra colonial" era rechazada por el Gobierno portugués, ya que los territorios ultramarinos portugueses tenían el estatuto de provincias y no de colonias. Las Naciones Unidas, sin embargo, consideraban que sí eran colonias, porque los derechos de los indígenas africanos eran distintos a los de los colonos blancos y los africanos asimilados. Por otra parte, debido a que las operaciones militares eran consideradas de seguridad interna por las autoridades portuguesas, el término "guerra" tampoco era utilizado. Por estas razones, el término utilizado generalmente por los medios militares portugueses era el de campañas ultramarinas.
El inicio de este periodo de la historia de Portugal tuvo lugar en Angola, el 4 de febrero de 1961, en la zona que pasaría a denominarse Zona Sublevada do Norte (Zona Rebelde del Norte), que corresponde a los distritos de Zaire, Uíge y Cuanza Norte. La Revolución de los Claveles en Portugal el 25 de abril de 1974 supuso el fin de este período y el primer paso hacia la independencia de estas colonias. Con el cambio del rumbo político del país, los intentos de las Fuerzas Armadas Portuguesas por mantener el control de Angola, Guinea y Mozambique dejaron de tener sentido. Los nuevos dirigentes portugueses anunciaron la democratización del país y se declararon dispuestos a aceptar las reivindicaciones de independencia de las colonias, por lo que pasaron a negociar las fases de transición con los "movimientos de liberación nacional" que se encontraban en guerra contra Lisboa.
A lo largo de su desarrollo el gobierno portugués tuvo que aumentar progresivamente la movilización de sus fuerzas en los tres escenarios de operaciones, de forma proporcional al aumento de los frentes de combate que, a principios de la década de los 1970 llegarían a su momento crítico. Por parte de Portugal, la guerra se sustentaba por el principio político de defensa de aquello que se consideraba territorio nacional, basándose en el principio ideológico de nación pluricontinental y multirracial. Por otro lado, los movimientos de liberación nacional se justificaban en base al derecho de autodeterminación e independencia, en un contexto internacional que favorecía la descolonización de África.

## Contexto político-social
En las colonias europeas siempre existieron movimientos de oposición y resistencia a la presencia de las potencias coloniales. Por eso, a lo largo del siglo XX, el sentimiento nacionalista, fuertemente impulsado por la Primera y Segunda Guerra Mundial estaba patente en todos los movimientos europeos, por lo que no era sorprendente que se notase también en las colonias, ya que también muchos de sus nativos participaban en ellas, exponiendo la paradoja de la celebración de la victoria en la lucha por la liberación en territorio colonial, aún sometido y dependiente.
Por otro lado, también las grandes potencias emergentes de la Segunda Guerra Mundial (Estados Unidos y la URSS) alimentaban, tanto ideológicamente como materialmente, la formación de grupos de resistencia de liberación nacional, en su disputa por las zonas de influencia. Es en este contexto, en el que tiene lugar la Conferencia de Bandung en 1955, donde se dará por primera vez voz propia a las colonias, que se enfrentaban a los mismos problemas y buscaban una alternativa al simple alineamiento en el conflicto bipolar que confrontaba a las dos grandes potencias. Éstas, estarían llamadas a considerar con otra legitimidad las reivindicaciones del llamado Tercer Mundo, que para mantener el equilibrio en las relaciones internacionales de la Guerra Fría, debían canalizar los sentimientos autonomistas para su beneficio, como zona de influencia. La influencia externa en las colonias perdía la orientación meramente separatista y desestabilizadora, y caminaba hacia un apoyo efectivo en las relaciones con los países colonizadores.
A finales de la década de 1950, las Fuerzas Armadas Portuguesas tuvieron que enfrentarse a la paradoja de la situación política generada por el Estado Novo, que se había implantado y sustentado desde 1926: por un lado, la política de neutralidad portuguesa durante la Segunda Guerra Mundial colocaba al ejército al margen de un eventual conflicto Este-Oeste; por otro, aumentaba, en la perspectiva del régimen, la responsabilidad en el mantenimiento de la soberanía sobre los vastos territorios ultramarinos.

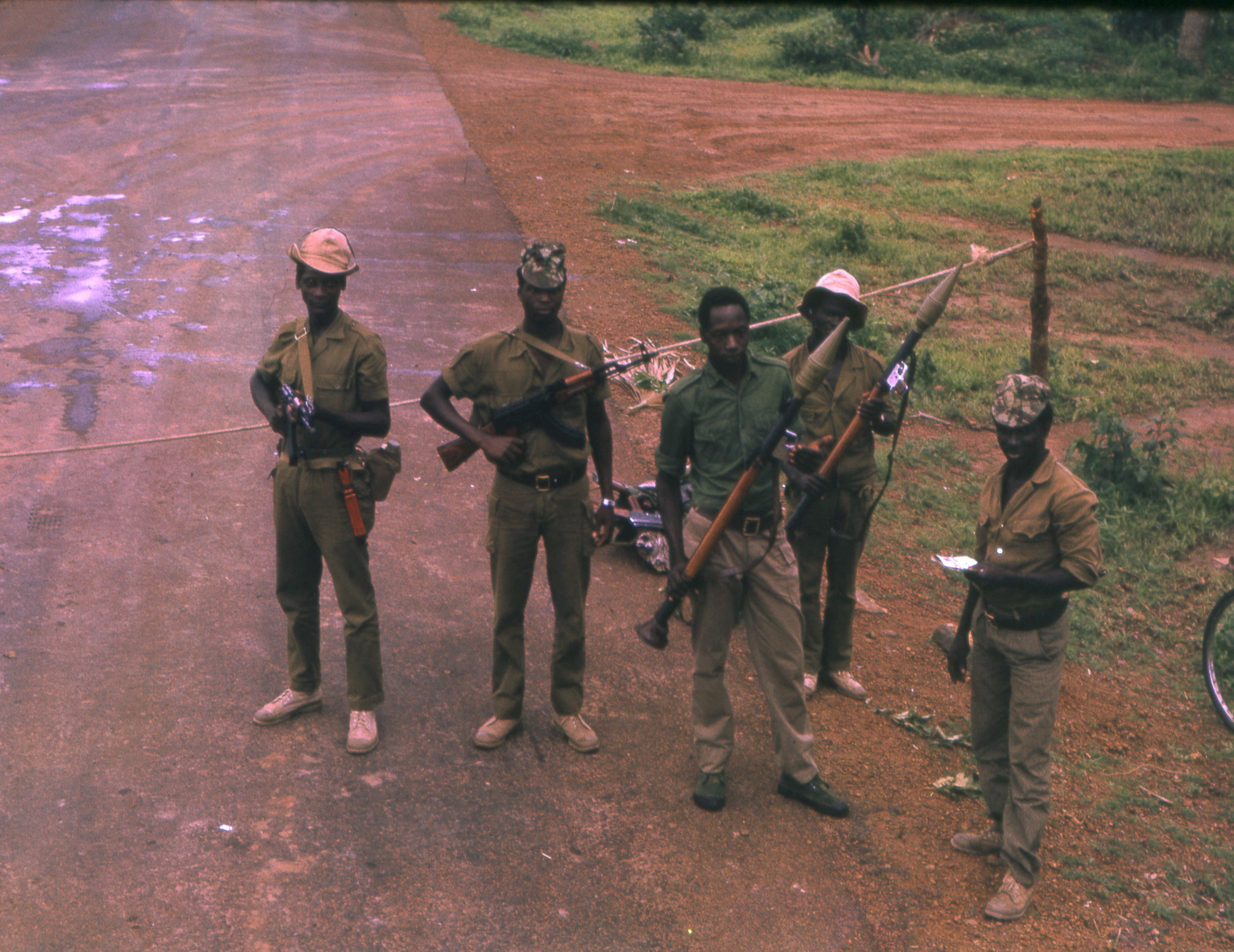
Puesto de control del PAIGC en Guinea, 1974.

El ingreso de Portugal en la OTAN formaría una élite de militares que se tornaría indispensable para la planificación y la conducción de las operaciones militares en la guerra colonial. Esta "Generación OTAN" ascendería rápidamente a los cargos políticos más altos, así como a los más altos cargos militares, sin necesidad de probar la fidelidad al régimen. La Guerra Colonial establecía así incompatibilidades entre la estructura militar (fuertemente influenciada por las potencias occidentales de régimen democrático) y el poder político. Algunos analistas consideran que el llamado «Golpe de Botelho Moniz» marcó el inicio de esta ruptura, bien como el origen de una cierta desconfianza del régimen en relación al mantenimiento de un único centro de comando, debido a la amenaza de una confrontación armada. Esta situación provocaría, como se verificaría más tarde, la descoordinación entre los tres Estados Mayores (Ejército de Tierra, Fuerzas Aéreas y Marina de Guerra).
Por otro lado, en 1961, tras una corta guerra, la India anexaría las colonias portuguesas de Goa, Damán y Diu, lo que fue un aliciente para el nacimiento de las guerrillas que sustentarían la lucha contra la metrópoli, si bien este episodio suscita indefiniciones sobre si forma parte o no de la guerra colonial, al haber sido un enfrentamiento entre estados.

Colonias portuguesas en África en los años de la guerra colonial.

Colonias portuguesas en Asia en los años de la guerra colonial.

### Oposición
Contrariando lo que el Estado Novo pretendía transmitir, es decir, que las colonias formaban parte de la unidad nacional, los comunistas fueron los primeros en oponerse a los combates en África. De hecho, el Partido Comunista Portugués fue la primera organización en manifestarse públicamente contra la guerra pidiendo la independencia inmediata y pacífica de las colonias ya en 1957, durante su V Congreso celebrado en la clandestinidad.
Sin embargo, la censura del régimen obligó al PCP a representar dos papeles: el de partido político y el de fuerza de cohesión entre los sectores de la oposición, con los cuales acordó programas que no reflejaban sus posiciones anticolonialistas; siguiendo la misma línea de orientación, durante las elecciones presidenciales celebradas durante el Estado Novo con los candidatos de cohesión Norton de Matos (1949), Quintão Meireles (1951), Humberto Delgado (1958), y lo mismo los candidatos apoyados por el PCP: Ruy Luís Gomes y Arlindo Vicente.
Después del fraude electoral de 1958, Humberto Delgado formó el Movimento Nacional Independente (MNI) que, en octubre de 1960, defendía la necesidad de preparar a las colonias antes de concederles el derecho de autodeterminación. No obstante, no planteaba ninguna fecha o plan. La línea oficial del Estado Novo se mantenía: Portugal poseía derechos inalienables y legítimos sobre las colonias, y era eso lo que transmitían los medios de comunicación y propaganda del régimen salazarista.
En abril de 1964, el Directorio de Acción Demócrata-Social reclamó una solución política, no militar. En sintonía con esta iniciativa, en 1966, el socialista Mário Soares sugirió la convocatoria de un referéndum sobre la política colonial a seguir por Portugal, precedido por un debate nacional a realizar durante seis meses.
Oliveira Salazar falleció en 1970, pero estaba ya apartado del poder desde 1968 por problemas de salud, habiendo sido reemplazado en el mando político por Marcelo Caetano. Las elecciones legislativas de 1969 verificarían una radicalización de la situación política, especialmente entre las nuevas generaciones, que se sentían víctimas por la continuación de la guerra. Las universidades desempeñarían un papel fundamental en la difusión de esta postura. Surgen, así, las publicaciones Cadernos Circunstância, Cadernos Necessários, Tempo e Modo, y Polémica. En este ambiente, la Acción Revolucionaria Armada (ARA) y las Brigadas Revolucionarias (BR) inician una forma de resistencia violenta contra el sistema colonial portugués, dirigiendo sus ataques principalmente contra el ejército en el Portugal peninsular.
La ARA, vinculada al Partido Comunista Portugués, inició sus acciones militares en octubre de 1970, manteniéndolas hasta agosto de 1972. Se destacaron entre sus acciones el ataque a la Base Aérea de Tancos contra el equipamiento de la Fuerza Aérea, el 8 de marzo de 1971, y el atentado contra las instalaciones del cuartel general de Comiberlant, en Oeiras, en octubre del mismo año. Las BR, a su vez, iniciaron sus acciones armadas el 7 de noviembre de 1971, con el sabotaje de la base de la OTAN de Pinhal de Ameiro y finalizaron su actividad el 9 de abril de 1974, contra el navío Niassa que se preparaba para zarpar de Lisboa transportando tropas para Guinea-Bisáu. Las BR llegaron, incluso, a actuar en las colonias, colocando una bomba en la Comandancia Militar de Bisáu, el 22 de febrero de 1974.

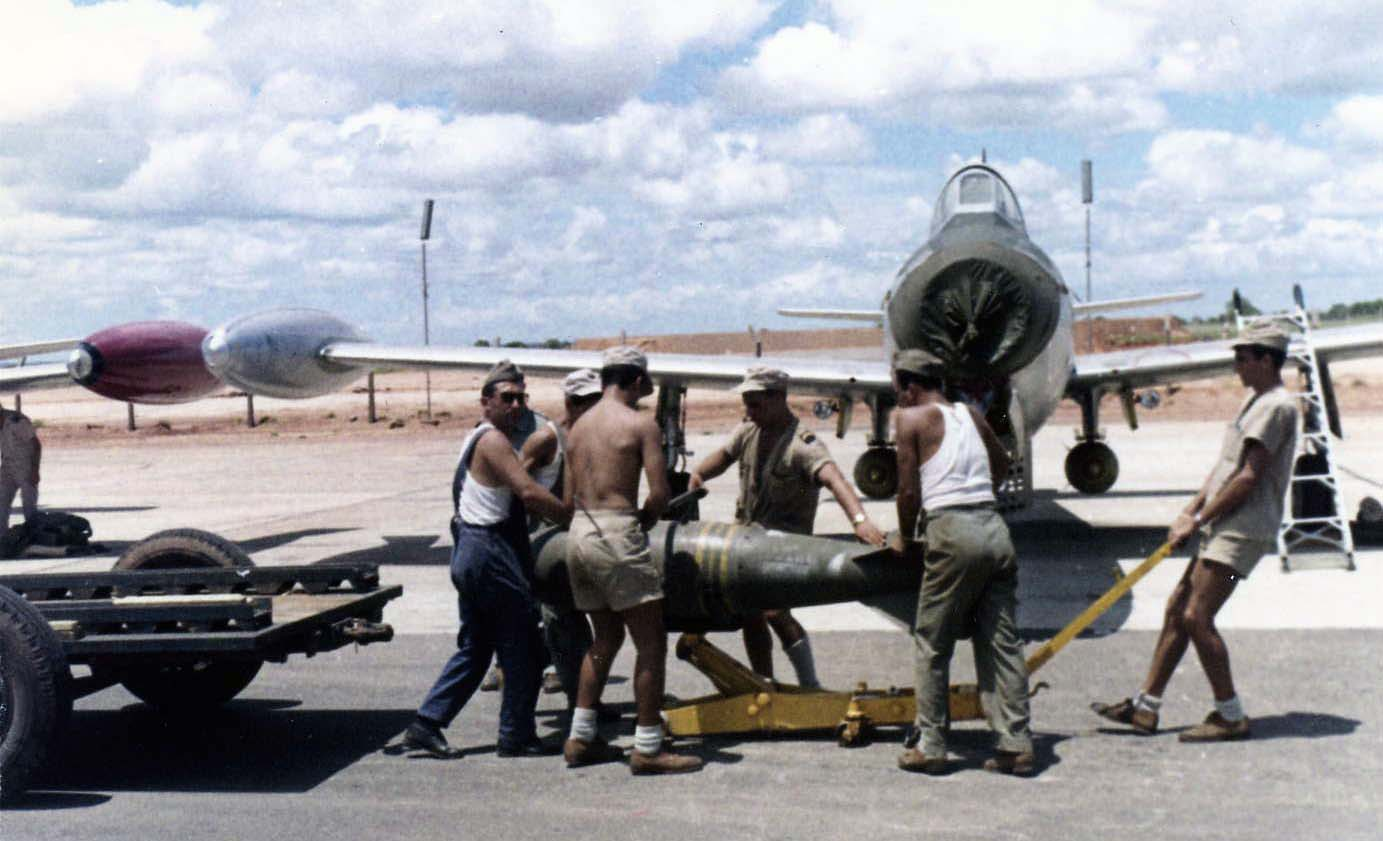
Un F-84 siendo cargado con bombas, a mediados de 1960, en la base aérea de Luanda (Angola).

También el posicionamiento de los sectores financieros y empresariales, clases medias y movimientos obreros constituyó un importante punto de inflexión en la contestación a la política del régimen. Estos sectores solían apreciar mayormente que la guerra colonial constituía una fuente de problemas económicos debido al elevado gasto militar que debía afrontar el Gobierno portugués para sostener el esfuerzo bélico en tres escenarios distintos de África, sin contar la lucha contra los independentistas de Timor Oriental, en Asia. Inclusive la expresa negativa de Portugal a la descolonización hacía impopular dentro de la OTAN ofrecer apoyo incondicional al régimen de Lisboa sólo para preservar un imperio colonial, mientras otros estados integrados en la OTAN (como el Reino Unido, Francia , Holanda, y Bélgica) ya habían renunciado hacía años a la idea de preservar territorios coloniales.
Inclusive diversos sectores empresariales empezaban a dudar que las colonias, como manifestaba insistentemente la propaganda del Estado Novo, fueeran "fundamentales para la subsistencia del país", infiriendo contrariamente que un país como Portugal (pobre y atrasado para los estándares de la Europa Occidental de la segunda mitad del siglo XX) despilfarraba dinero inútilmente en una costosa guerra colonial. Asimismo, las inversiones de capital portugués en África no generaban dividendos suficientes que justificasen la manutención de la burocracia colonial, con el agravante de que debido al pequeño tamaño de la economía portuguesa era preciso otorgar amplia participación al capital extranjero para el aprovechamiento económico de las colonias.
La mayor preocupación respecto al destino de las colonias era la suerte de los colonos portugueses allí residentes (aproximadamente 800 000 civiles, repartidos por toda África), una masa constiuída por funcionarios, pequeños propietarios, y también obreros, que reproducían en las colonias el espectro social de la metrópoli. Aunque las élites políticas portuguesas no habían previsto exactamente cuál sería el destino de estos colonos tras una hipotética retirada portuguesa de África, cuando las colonias se independizaron, unos 700 000 individuos de origen lusitano regresaron masivamente a Portugal (los retornados), en un veloz éxodo donde en pocas semanas los colonos dejaron atrás propiedades, puestos de trabajo, y domicilios.

## El conflicto armado
La guerra colonial se llevó a cabo, principalmente, en medios rurales, donde las fuerzas de guerrilla independentistas tenían mayor facilidad de movimiento, y donde le era más difícil al ejército portugués desplazar grandes contingentes que controlasen todo el territorio. Aun así, hasta 1974, casi todas las grandes ciudades de Angola, Mozambique o Guinea-Bisáu estaban bajo firme control portugués, y de hecho, el poder de las guerrillas independentistas era solo visible en áreas alejadas de los grandes centros económicos y políticos.

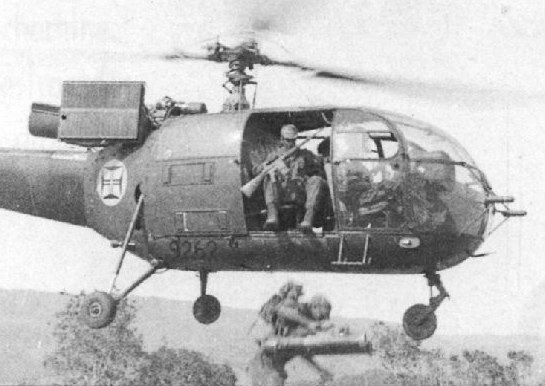
Helicóptero de la Fuerza Aérea Portuguesa operando en África.

Esto motivó que muchos líderes guerrilleros africanos, como Samora Machel o Agostinho Neto, propugnasen la preparación de sus fuerzas para una larga lucha de baja intensidad, previendo que se tardaría años expulsar a las autoridades coloniales. Si bien las guerrillas independentistas obtenían apoyo de la URSS o de la República Popular China en forma de armas modernas y financiamiento, difícilmente lograban éxitos militares que pusieran en serio riesgo la autoridad colonial portuguesa sobre todo el territorio. En Angola, además, varios movimientos guerrilleros competían entre sí (el MPLA, la UNITA, y el FNLA), a menudo violentamiente. En algunos casos, países limítrofes de las colonias estimulaban la independencia de estas, como Senegal y Guinea, en el caso de Guinea-Bisáu o Tanzania en Mozambique.
Ambos bandos utilizaban armamento ligero, básicamente fusiles de asalto y granadas, aunque los portugueses tenían a su favor el apoyo aéreo de helicópteros ligeros para transporte de tropas y ataques aire-tierra. En general, la potencia de fuego del ejército portugués impidió a las guerrillas lanzar ataques masivos contra grandes centros urbanos; de hecho solo ocurrió un gran ataque de tropas guerrilleras a una ciudad bajo control portugués: Villa Daly, en el norte de Mozambique, aunque las guerrillas del FRELIMO no lograron tormar la ciudad. Si bien algunos comandantes portugueses como el general Kaúlza de Arriaga postulaban aún la idea de usar operaciones de guerra convencional, otros jefes como António de Spínola y Francisco da Costa Gomes preferían aplicar las tácticas de contraguerrilla usadas por ambos bandos de la reciente Guerra de Vietnam.
Una cuestión importante del desarrollo de la guerra colonial fue que, durante las últimas fases de la guerra, Portugal empezó a reclutar soldados nativos de las colonias, tanto portugueses blancos como negros, llegando a constituir estas tropas casi la mitad de las fuerzas totales bajo mando portugués. La política colonial portuguesa había favorecido a ciertos grupos nativos africanos, dependiendo de su aceptación del imperialismo portugués y de la importancia económica de sus respectivos territorios, buscando así una integración cultural y racial que "legitimara" la dominación desde Lisboa, permitiendo inclusive a diversos miembros de la élite nativa cursar estudios en la metrópoli o incorproarse a los grados menores de la administración.
Aunque tal objetivo de "integración" no se logró en vista de que el Gobierno portugués seguía favoreciendo ante todo los intereses metropolitanos, sí hubo numerosos africanos que por diversas razones (discrepancias políticas con los independentistas, mejor nivel de vida o simple lealtad a la metrópoli) apoyaron al gobierno colonial portugués y se enrolaron en las tropas portuguesas.

## Fin de la guerra
El fin de la guerra no fue precipitado por la evolución bélica de esta, sino por la Revolución de los Claveles, acontecida el 25 de abril de 1974. En aquel momento, las tres guerras se encontraban en un relativo estancamiento donde las tropas portuguesas no habían eliminado a las guerrillas, pero a su vez el PAIGC, el FRELIMO y sobre todo el MPLA y las otras guerrillas angoleñas ni siquiera controlaban todo el territorio rural de sus respectivas colonias. Tras derrocar al Estado Nuevo, el nuevo gobierno revolucionario militar de Lisboa decidió poner fin a la guerra mediante el reconocimiento de la independencia de todas sus colonias. La nueva administración metropolitana estaba dirigida por muchos militares jóvenes, de ideas socialistas, que veían con aprobación a los movimientos guerrilleros que siguieran tales tendencias, por lo que se dio a los soldados de ultramar la orden de volver a Portugal.

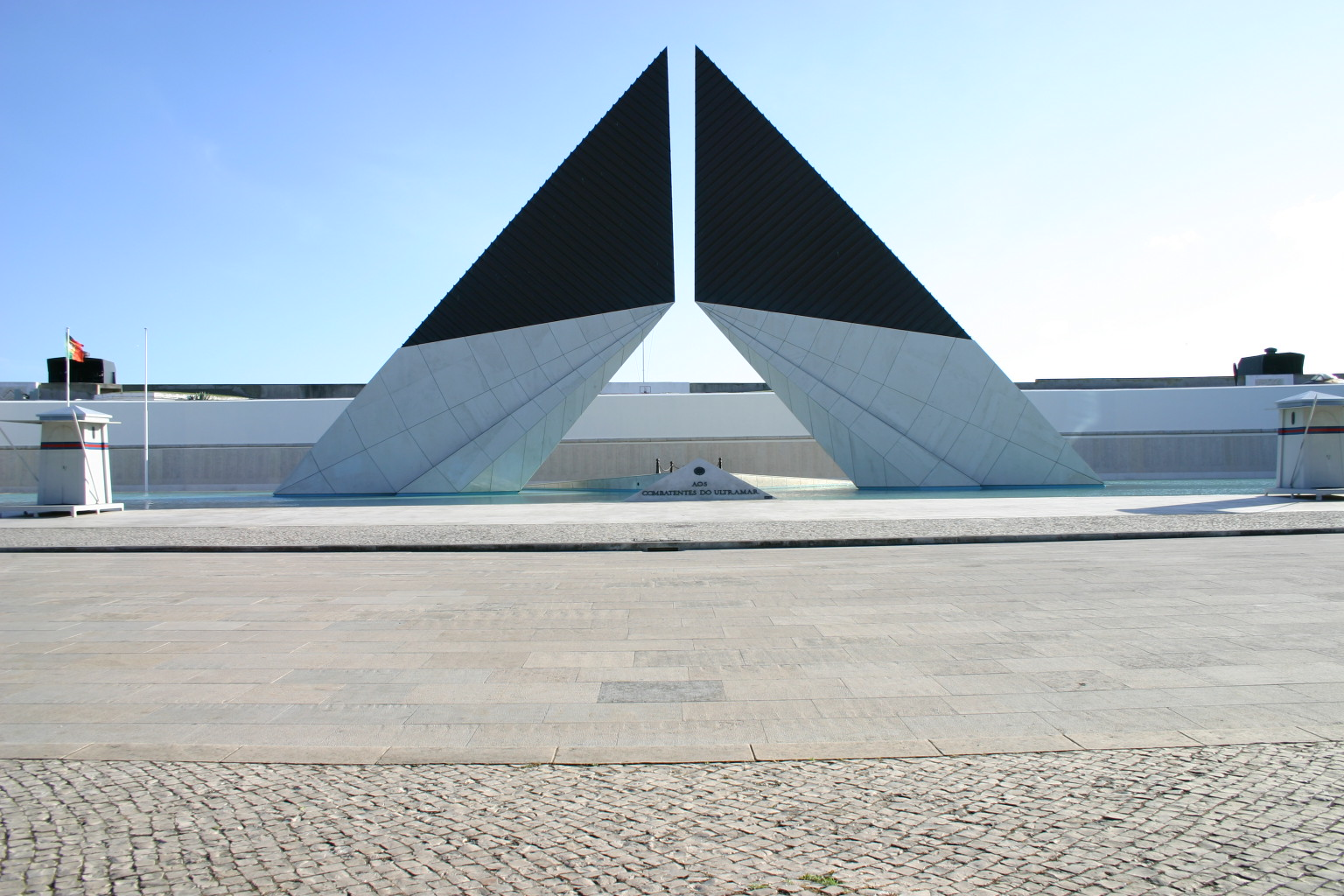
Monumento en Lisboa dedicado a los combatientes portugueses muertos en África.

Aunque la descolonización era un evento ya practicado en otros lugares de África, en el Imperio colonial portugués no hubo directivas específicas para cada caso. De hecho, el Gobierno de Lisboa esperaba un alto al fuego seguido por una simple retirada de los soldados y de la Administración portuguesa, pero no se planificó en detalle cómo se traspasaría el poder a las guerrillas, ni estas estaban aún organizadas para asumir la dirección de los nuevos Estados que se formaban.
Los comandantes militares portugueses procedieron con cierta autonomía para negociar la salida de sus tropas y de los funcionarios, siguiendo las órdenes de Lisboa, mientras los civiles portugueses evacuaban masivamente sus domicilios en tanto que la autoridad portuguesa se retiraba en pocas semanas. Los líderes del FRELIMO en Mozambique y del MPLA en Angola eran hostiles a la presencia de población portuguesa metropolitana (blanca) considerando que siempre sería un riesgo para la independencia recién ganada, y de hecho, instaron a que la retirada portuguesa incluyera a los civiles. El temor a las represalias hizo que numerosos africanos leales a Portugal también huyeran. Muchos de los que no pudieron hacerlo fueron después víctima de violencias y persecuciones.
La retirada de las tropas portuguesas entre 1974 y 1975 marcó el fin de la guerra colonial en África, aunque esta conclusión fue mayormente caótica y desordenada. Al éxodo de civiles portugueses y la retirada de las fuerzas metropolitanas siguió la toma del poder por las guerrillas y la creación de nuevos Estados, de una forma a menudo rápida e improvisada. Los líderes guerrilleros se vieron con la responsabilidad de instalar en pocas semanas una nueva administración en vastos territorios para formar nuevos Estados con sus servicios esenciales. En Angola, la situación se hizo más dramática en tanto que las dos mayores facciones guerrilleras (MPLA y UNITA), que ya arrastraban una largo historial de enfrentamientos, se lanzaron a una guerra civil abierta inmediatamente después del inicio de la evacuación de las tropas portuguesas. Esto ocurriría también en Mozambique más adelante, con una guerra civil entre el FRELIMO y la RENAMO, a partir de 1977.
Las guerras civiles iniciadas con la independencia duraron hasta 1992 en Mozambique y hasta 2002 en Angola.